# Державний секретар (телесеріал)
«Державний секретар» (англ. "Madam Secretary" (TV series)) — американський політичний телевізійний серіал, створений Барбарою Холл, із Морганом Фріменом та Лорі МакКрірі в якості виконавчих продюсерів. В головній ролі серіалу знімалась акторка Теа Леоні. Головний персонаж — колишня аналітик ЦРУ та професорка політології, яку запросили на посаду Державного секретаря США. Прем'єра серіалу відбулася 21 вересня 2014 року на телеканалі CBS, остання серія вийшла 8 грудня 2019 року. Всього було знято 120 серій.

## Сюжет
Перші п'ять сезонів серіалу «Державний секретар» показують життя і роботу Державного секретаря США Елізабет Маккорд. Вона керує американською дипломатією, бореться з офісною «кулуарною» політикою і, якщо потрібно, обходить протокол, коли вона веде переговори по всьому світу. Шоу також показує особисте життя персонажів. Однак, наприкінці п'ятого сезону Маккорд оголосила, що вона балотуватиметься на посаду Президента США. Перша серія шостого сезону показує, що вона виграла вибори і стала першою жінкою-президентом, а решта серіалу показує її в новій ролі Президента.

## Головні персонажі
- Теа Леоні в ролі Елізабет «Бесс» Адамс Маккорд — Держсекретар США в сезонах 1-5, Президент США в 6-му сезоні. Вона пропрацювала двадцять років як аналітик ЦРУ, перш ніж стати професоркою політології Університету Вірджинії. Її колишній начальник Конрад Далтон, який тоді був Президентом США, призначив її Держсекретарем, на заміну Вінсенту Маршу, який загинув в авіакатастрофі.
- Тім Дейлі в ролі Генрі Маккорда — чоловік Елізабет, професор теології та колишній військовий пілот. Його унікальна суміш навичок є дуже корисною для Агентства національної безпеки, яке залучає його як оперативника у боротьбі з релігійним екстремізмом.
- Бебе Нойвірт в ролі Надін Толлівер (сезони 1-4) — голова адміністрації Державного департаменту. Спочатку вона з підозрою ставиться до нового Державного секретаря, але незабаром починає довіряти Елізабет, і в них з'являються міцні робочі стосунки.
- Желько Іванек в ролі Рассел Джексона — Голова адміністрації Білого дому.
- Еріх Берген в ролі Блейка Морана — особистий секретар Елізабет, і єдиний член її команди, якого вона привела із собою, а не успадкувала. Після закінчення коледжу він розпочав кар'єру у фінансовому секторі на Уолл-стріт, але зненавидів цю роботу. В п'ятому сезоні він перейшов на посаду радника з політичних питань.
- Патіна Міллер в ролі Дейзі Грант — прессекретар Державного департаменту.
- Джеффрі Аренд в ролі Метта Махоні — спічрайтер Державного секретаря.
- Уолліс Керрі-Вуд в ролі Стефані «Стіві» Маккорд — старша дочка Елізабет та Генрі. Стіві навчалась в університет Ловелла, а пізніше в університеті Джорджтауна і подала заявку на вступ до юридичної школи Гарварду. Пізніше Стіві проходить стажування у Рассела Джексона.
- Кетрін Герцер у ролі Елісон Маккорд — молодша дочка Елізабет та Генрі.
- Еван Ро в ролі Джейсона Маккорда — син Елізабет та Генрі, їх наймолодша дитина, самопроголошений анархіст. Джейсон критично ставиться до політичних систем загалом.
- Кіт Керрадайн в ролі Конрада Далтона — Президент США, служив у морській піхоті США під час війни у В'єтнамі, пізніше був Директором ЦРУ, тоді ж коли там працювала Елізабет. У третьому сезоні Далтон переобирається на ще один термін як незалежний кандидат, після того як власна партія відмовила йому у висуванні через суперечливу зміну політики, яку запропонувала Елізабет. Він пропонує Елізабет роль віцепрезидента під час своєї кампанії, але врешті-решт змушений обрати Терезу Херст.
- Себастьян Арсель в ролі Джея Вітмана — старший радник Держсекретаря з політичних питань, а після звільнення Надін Толівер зайняв її посаду голови адміністрації Державного департаменту.
- Сара Рамірес в ролі Кат Сандовал (сезони 4–5) — радник Держсекретаря з політичних питань та колишній керівник апарату Посла США в ООН.
- Кевін Рам в ролі Майкла «Майк Б.» Барноу — політичний консультант і такий собі «рішала», до якого Елізабет звертається за допомогою у дуже складних та делікатних справах. Пізніше Елізабет призначить його керівником своєї передвиборчої кампанії, і після її перемоги на виборах в 2020 році він займає посаду Голови адміністрації Білого дому протягом перших 100 днів. Хоча Елізабет просить його залишитися на посаді, він відмовляється, але залишається в Білому домі як радник Президента.

## Сезони
| Сезон | Серій | Початок         | Кінець         |
| ----- | ----- | --------------- | -------------- |
| 1     | 22    | 21 вересня 2014 | 3 травня 2015  |
| 2     | 23    | 4 жовтня 2015   | 8 травня 2016  |
| 3     | 23    | 2 жовтня 2016   | 21 травня 2017 |
| 4     | 22    | 8 жовтня 2017   | 20 травня 2018 |
| 5     | 20    | 7 жовтня 2018   | 21 квітня 2019 |
| 6     | 10    | 6 жовтня 2019   | 8 грудня 2019  |

## Виробництво

### Розвиток
У серпні 2013 року було оголошено, що серіал «Державний секретар» перебуває на стадії розробки. 9 травня 2014 року серіал отримав місце в розкладі на CBS. Трейлер було випущено 14 травня 2014, а пілотну серію показано 21 вересня 2014. 27 жовтня 2014 телеканал вирішив продовжувати знімати серіал і зняти цілий сезон із 22 серій. Серіал «Державний секретар» був продовжений на шостий сезон 9 травня 2019, а вже 15 травня було оголошено що він буде останнім і буде складатися із 10 серій. Показ останнього сезону почався 6 жовтня 2019. Зйомки було завершено 13 листопада 2019.

### Актори
В січні 2014 року був проведений кастинг, на якому вибрали Теа Леоні для ролі Елізабет Маккорд, Тіма Делі для ролі Генрі Маккорда, Джеффрі Аренда для ролі Метта Махоні, Патіну Міллер для ролі Дейзі Грант, Бебі Нойвірт для ролі Надін Толлівер, Еріха Бергена для ролі Блейк Моран, та інших. Бебі Нойвірт покинула серіал після третьої серії четвертого сезону. її замінила Сара Рамірес, яка приєдналася до серіалу в ролі Кет Сандовал.
6 серпня 2019 року було заявлено, що Сара Рамірес не повернеться до шостого та завершального сезону. Приблизно через місяць, 3 вересня, було оголошено, що оригінальні виконавці головних ролей Джеффрі Аренд (Метт Махоні), Еван Ро (Джейсон Маккорд) та Кетрін Герцер (Елісон Маккорд), також не будуть зніматись в останньому сезоні. Натомість персонаж Майка Барноу, якого грає Кевін Рам, із другорядного персонажу стане одним із головних персонажів.

## Трансляція
У вересні 2019 року перші п'ять сезонів серіалу стали доступні на Netflix. У Фінляндії серіал «Державний секретар» був вперше показаний на каналі MTV3 1 січня 2015 року. Серіал мав велику популярність у Фінляндії: перший епізод переглянули 9 % населення Фінляндії.

## Сприйняття

### Відгуки критиків
Серіал «Державний секретар» був зустрінутий позитивними відгуками телекритиків. На Metacritic серіал має оцінку 66 із 100 на основі 31 оцінки, сайт показує загальну оцінку «загалом сприятливі відгуки». На Rotten Tomatoes шоу має рейтинг 67 % на основі відгуків 52 критиків. На цьому сайті консенсус щодо першого сезону був таким: «Підсилений гарною акторською роботою Теа Леоні, серіал „Державний секретар“, однак, є дещо нудним».

### Критика
На сьогоднішній день, на посаді Державного секретаря США працювали троє жінок: Мадлен Олбрайт з 1997 до 2001 року за президентства Білла Клінтона, Кондоліза Райс з 2005 до 2009 під керівництвом Джорджа Буша, та Хілларі Клінтон з 2009 до 2013 при Бараку Обамі. Незабаром після початку трансляції серіалу, консервативний телеканал Fox News поцікавився, чи серіал є PR-кампанією на підтримку Хілларі Клінтон. Консервативна активістська організація «Інститут культури і медіа» заявила: «Схожості в серіалі між Елізабет Маккорд та Хілларі Клінтон дуже чіткі, від русявого волосся до брючних костюмів».
Коли було випущено трейлер п'ятнадцятої серії третього сезону, де було показано, як Маккорд, реагуючи на небажані сексуальні домагання вигаданого президента Філіппін Дату Андрада, вдарила його в обличчя, на Філіппінах це стало суперечливим. Глядачі вважали, що між Андрадою та реальним президентом Філіппін Родріго Дутерте існують добре помітні паралелі, зокрема реальний президент був відомий тим, що робив недоречні та сексистські висловлювання. Посольство Філіппін у Вашингтоні опублікувало заяву, в якій висловило протест проти негативного зображення персонажу президента їхньої держави.
Перша серія четвертого сезону призвела до висловлення протесту від Державного секретаря Східного Тимору Хоссе Рамоса-Хорти, лауреата Нобелівської премії миру. Він сказав: «це наклеп на країну, який показує лише неосвіченість та расизм». Серія використала прикордонну суперечку між Австралією та Східним Тимором у Тиморському морі як основний сюжет серії (в серіалі суперечка перенесена до Південно-Китайського моря, хоча ні Австралія, ні Східний Тимор не мають виходу до цього моря). Східний Тимор показаний як країна, контрольована мексиканським наркокартелем та використовується для транспортування наркотиків. Державний секретар США Маккорд просить Китай вжити заходів, щоб не допустити, щоб лідер наркокартеля зробив зі Східного Тимору нарко-державу.